# Collegi elettorali del Regno d'Italia del 1921
I collegi elettorali del Regno d'Italia del 1921 furono stabiliti per le elezioni politiche della XXVI legislatura del Regno d'Italia.
I collegi furono definiti attraverso tre decreti:
- con regio decreto 2 aprile 1921, n. 320 vennero accorpati alcuni collegi elettorali precedenti, riducendo il loro numero (da 50 a 34) ma mantenendo il numero totale dei deputati eletti a 508;[1]
- con regio decreto 20 marzo 1921, n. 330 vennero indicati, limitatamente alle prime elezioni, i sei collegi elettorali delle nuove province per l'elezione di 27 deputati;[2]
- con decreto del presidente del Consiglio dei ministri del 18 aprile 1921 il collegio di Zara fu definito come unico collegio elettorale uninominale.[3]

In totale il numero di deputati eletti divenne pari a 535.

## Elenco
| Numero | Capoluogo   | Province comprese                                | Deputati | Popolazione | Popolazione        |
| Numero | Capoluogo   | Province comprese                                | Deputati | Totale      | Media per deputato |
| ------ | ----------- | ------------------------------------------------ | -------- | ----------- | ------------------ |
| 1      | Alessandria | Alessandria                                      | 13       | 806772      | 62059              |
| 2      | Ancona      | Ancona, Ascoli Piceno, Macerata, Pesaro e Urbino | 17       | 1200586     | 70623              |
| 3      | Aquila      | Aquila, Chieti, Teramo                           | 18       | 1200160     | 66676              |
| 4      | Bari        | Bari, Foggia                                     | 18       | 1448731     | 80485              |
| 5      | Benevento   | Benevento, Avellino, Campobasso                  | 18       | 1099747     | 61097              |
| 6      | Bologna     | Bologna, Ferrara, Ravenna, Forlì                 | 20       | 1586316     | 79316              |
| 7      | Brescia     | Brescia, Bergamo                                 | 15       | 1241336     | 82756              |
| 8      | Cagliari    | Cagliari, Sassari                                | 12       | 885467      | 73789              |
| 9      | Caserta     | Caserta                                          | 13       | 867826      | 66756              |
| 10     | Catania     | Catania, Messina, Siracusa                       | 24       | 2068601     | 86192              |
| 11     | Catanzaro   | Catanzaro, Cosenza, Reggio di Calabria           | 23       | 1627117     | 70744              |
| 12     | Como        | Como, Sondrio                                    | 11       | 805333      | 73212              |
| 13     | Cuneo       | Cuneo                                            | 12       | 666506      | 55542              |
| 14     | Firenze     | Firenze                                          | 14       | 1051365     | 75098              |
| 15     | Genova      | Genova, Porto Maurizio                           | 17       | 1328004     | 78118              |
| 16     | Girgenti    | Girgenti, Caltanissetta, Trapani                 | 16       | 1256347     | 78522              |
| 17     | Lecce       | Lecce                                            | 10       | 892245      | 89225              |
| 18     | Mantova     | Mantova, Cremona                                 | 10       | 743243      | 74324              |
| 19     | Milano      | Milano, Pavia                                    | 28       | 2414101     | 86218              |
| 20     | Napoli      | Napoli                                           | 17       | 1478021     | 86942              |
| 21     | Novara      | Novara                                           | 12       | 762769      | 63564              |
| 22     | Padova      | Padova, Rovigo                                   | 11       | 881990      | 80181              |
| 23     | Palermo     | Palermo                                          | 12       | 898212      | 74851              |
| 24     | Parma       | Parma, Modena, Piacenza, Reggio nell'Emilia      | 19       | 1416003     | 74526              |
| 25     | Perugia     | Perugia                                          | 10       | 760670      | 76067              |
| 26     | Pisa        | Pisa, Livorno, Lucca, Massa e Carrara            | 15       | 1103933     | 73596              |
| 27     | Potenza     | Potenza                                          | 10       | 492132      | 49213              |
| 28     | Roma        | Roma                                             | 15       | 1508658     | 100577             |
| 29     | Salerno     | Salerno                                          | 10       | 617909      | 61791              |
| 30     | Siena       | Siena, Arezzo, Grosseto                          | 10       | 723048      | 72305              |
| 31     | Torino      | Torino                                           | 19       | 1291800     | 67989              |
| 32     | Udine       | Udine, Belluno                                   | 12       | 1033168     | 86097              |
| 33     | Venezia     | Venezia, Treviso                                 | 13       | 1077776     | 82906              |
| 34     | Verona      | Verona, Vicenza                                  | 14       | 1098318     | 78451              |
| 35     | Trento      | Trento                                           | 7        | 421438      | 60205              |
| 36     | Bolzano     | Bolzano                                          | 4        | 248272      | 62068              |
| 37     | Trieste     | Trieste                                          | 4        | 239627      | 59907              |
| 38     | Gorizia     | Gorizia                                          | 5        | 330180      | 66036              |
| 39     | Parenzo     | Istria                                           | 6        | 351546      | 58591              |
| 40     | Zara        | Zara                                             | 1        | 18255       | 18255              |
| Totale | Totale      | Totale                                           | 535      | 39943528    | 74661              |